# Guaíba (Río Grande del Sur)
Guaíba es un municipio brasileño del estado de Rio Grande do Sul, ubicado a orillas del río Guaíba.
Su población estimada para el año 2004 era de 102.290 habitantes.
Ocupa una superficie de 377,0 km².

## Geografía
Localizado en la margen derecha del Guaíba, estuario de cinco ríos que desembocan en el Océano Atlántico después de pasar por la Laguna de los Patos y punto de encuentro entre las dos carreteras federales que comunican al Brasil con la Argentina y el Uruguay, el municipio de Guaíba presenta condiciones singulares de logística para emprendimientos que atienden los mercados del Mercosur con productos y servicios de calidad internacional.

Insertada en la región metropolitana de Porto Alegre, principal polo económico y cultural, Guaíba cuenta con una amplia infraestructura de energía, servicios de comunicación, red de enseñanza y salud, complementados por una adecuada mano de obra cualificada y la presencia de industrias exportadoras certificadas por las normas ISO 9000 y 14000.
El acceso en menos de 30 minutos al aeropuerto internacional completan el cuadro favorable y el crecimiento acelerado de la industria agropecuaria, el sector secundario, el comercio y el turismo.

## Límites
- Norte: Eldorado do Sul

- Sur : Barra do Ribeiro y Mariana Pimentel

- Este: Estuario del Guaíba

- Oeste: Eldorado do Sul

## Clima
El clima del municipio es templado; y las precipitaciones anuales alcanzan los 1400 mm.